# Ag2r La Mondiale/Saison 2012
Dieser Artikel listet Erfolge und Fahrer des Radsportteams Ag2r La Mondiale in der Saison 2012 auf.

## Erfolge in der UCI America Tour
In der Saison 2012 gelangen dem Team nachstehende Erfolge in der UCI America Tour.
| Datum   | Rennen                       | Kat. | Fahrer          |
| ------- | ---------------------------- | ---- | --------------- |
| 18. Mai | 6. Etappe Tour of California | 2.HC | Sylvain Georges |

## Erfolge in der UCI Europe Tour
In der Saison 2012 gelangen dem Team nachstehende Erfolge in der UCI Europe Tour.
| Datum    | Rennen                                          | Kat. | Sieger            |
| -------- | ----------------------------------------------- | ---- | ----------------- |
| 18. Mai  | 3. Etappe Circuit de Lorraine                   | 2.1  | Sébastien Hinault |
| 27. Mai  | Boucles de l’Aulne                              | 1.1  | Sébastien Hinault |
| 17. Juni | 4. Etappe Route du Sud                          | 2.1  | Manuel Belletti   |
| 21. Juni | Luxemburgische Meisterschaft – Einzelzeitfahren | NC   | Ben Gastauer      |

## Erfolge in der Cyclocross Tour
In den Rennen der UCI-Cyclocross-Saison 2011/12 gelangen dem Team nachstehende Erfolge.
| Datum     | Rennen                              | Fahrer      |
| --------- | ----------------------------------- | ----------- |
| 1. Januar | Grand Prix Hotel Threeland, Pétange | John Gadret |

## Abgänge – Zugänge
| Zugänge           | Team 2011                 | Abgänge          | Team 2012         |
| ----------------- | ------------------------- | ---------------- | ----------------- |
| Manuel Belletti   | Colnago-CSF Inox          | Jurij Kriwzow    | Lampre-ISD        |
| Jimmy Casper      | Saur-Sojasun              | Dimitri Champion | Bretagne-Schuller |
| Sylvain Georges   | Big Mat-Auber 93          | David Le Lay     | Saur-Sojasun      |
| Amir Zargari      | Azad University           | Julien Loubet    | GSC Blagnac       |
| Gregor Gazvoda    | Perutnina Ptuj            | Cyril Dessel     | Karriereende      |
| Boris Schpilewski | Tabriz Petrochemical Team |                  |                   |
| Romain Bardet     | Chambéry CF               |                  |                   |

## Mannschaft
| Name                     | Geburtstag               | Nationalität |              |
| ------------------------ | ------------------------ | ------------ | ------------ |
| Romain Bardet            | 9. November 1990         | Frankreich   |              |
| Manuel Belletti          | 14. Oktober 1985         | Italien      |              |
| Julien Bérard            | 27. Juli 1987            | Frankreich   |              |
| Guillaume Bonnafond      | 23. Juni 1987            | Frankreich   |              |
| Maxime Bouet             | 3. November 1986         | Frankreich   |              |
| Jimmy Casper             | 28. Mai 1978             | Frankreich   |              |
| Mickaël Chérel           | 17. März 1986            | Frankreich   |              |
| Hubert Dupont            | 13. November 1980        | Frankreich   |              |
| Martin Elmiger           | 23. September 1978       | Schweiz      |              |
| John Gadret              | 22. April 1979           | Frankreich   |              |
| Ben Gastauer             | 14. November 1987        | Luxemburg    |              |
| Gregor Gazvoda           | 15. Oktober 1981         | Slowenien    |              |
| Sylvain Georges          | 1. Mai 1984              | Frankreich   |              |
| Kristof Goddaert         | 21. November 1986        | Belgien      |              |
| Sébastien Hinault        | 11. Februar 1974         | Frankreich   |              |
| Steve Houanard           | 2. April 1986            | Frankreich   |              |
| Blel Kadri               | 3. September 1986        | Frankreich   |              |
| Romain Lemarchand        | 26. Juli 1987            | Frankreich   |              |
| Sébastien Minard         | 12. Juni 1982            | Frankreich   |              |
| Lloyd Mondory            | 26. April 1982           | Frankreich   |              |
| Matteo Montaguti         | 6. Januar 1984           | Italien      |              |
| Rinaldo Nocentini        | 25. September 1977       | Italien      |              |
| Jean-Christophe Péraud   | 22. Mai 1977             | Frankreich   |              |
| Mathieu Perget           | 18. September 1984       | Frankreich   |              |
| Anthony Ravard           | 28. September 1983       | Frankreich   |              |
| Christophe Riblon        | 17. Januar 1981          | Frankreich   |              |
| Nicolas Roche            | 3. Juli 1984             | Irland       |              |
| Boris Schpilewski        | 20. August 1982          | Russland     |              |
| Amir Zargari             | 31. Juli 1980            | Iran         |              |
| Stagiaires               | Stagiaires               | Nationalität | Nationalität |
| Gabriel Chavanne         | Gabriel Chavanne         | Schweiz      |              |
| Jimmy Raibaud            | Jimmy Raibaud            | Frankreich   |              |
| Mathieu Teychenne-Coutet | Mathieu Teychenne-Coutet | Frankreich   |              |